# Postillion Hotels
Postillion Hotels is een Nederlandse hotelketen met een focus op congressen en events. Op dit moment bestaat de keten uit 8 hotels in Amsterdam, Rotterdam, Den Haag, Dordrecht, Bunnik, Arnhem, Deventer en Putten.
De keten werd in de jaren vijftig opgericht onder de naam "Motoresto". Na verschillende naamswijzigingen ("Postiljon Pleisterplaatsen", "Postiljon Motels", "Postiljon Hotels") kreeg de keten uiteindelijk zijn huidige naam.
In 1959 werd de eerste "MotoResto", het eerste wegrestaurant van Nederland, geopend aan de Rijksweg 12 te Bunnik.
Postiljon Motel Arnhem was het eerste hotel dat een maquette kreeg in Madurodam.

## Locaties
Voormalige vestigingen. Door overnames en splitsingen is een aantal van de Postiljon-hotels in andere handen overgegaan. Postiljon-gelegenheden waren er voorheen ook in Almelo,
Delft (in samenwerking met Travelodge), Den Haag, Enschede, Heerenveen (1964-2001), Hengelo, Nulde, Rosmalen (1989), en Zwolle.
Tegenwoordig staan er Postillion-hotels & Convention Centres in Amsterdam, Amersfoort, Den Haag, Arnhem (1961), Bunnik (1959), Deventer, en Dordrecht, Rotterdam.